# Provincia di Misamis Oriental
Misamis Oriental è una provincia delle Filippine nella regione del Mindanao Settentrionale.
Il capoluogo provinciale è Cagayan de Oro.

## Geografia fisica
La provincia di Misamis Oriental occupa la parte costiera centrosettentrionale dell'isola di Mindanao. A nord quindi c'è il mare di Bohol con l'isola e provincia di Camiguin nelle immediate vicinanze della parte costiera orientale, a sud ci sono le province di Lanao del Norte e Bukidnon, ad est quelle di Agusan del Norte e Agusan del Sur.

## Geografia antropica

### Suddivisioni amministrative
Il Misamis Oriental comprende 1 città indipendente, 1 città componente e 24 municipalità.

#### Città indipendente
- Cagayan de Oro - HUC (Città altamente urbanizzata)

#### Città componente
- Gingoog

#### Municipalità
- Alubijid
- Balingasag
- Balingoan
- Binuangan
- Claveria
- El Salvador
- Gitagum
- Initao
- Jasaan
- Kinoguitan
- Lagonglong
- Laguindingan

- Libertad
- Lugait
- Magsaysay
- Manticao
- Medina
- Naawan
- Opol
- Salay
- Sugbongcogon
- Tagoloan
- Talisayan
- Villanueva

## Economia
Le principali risorse della provincia sono i frutti tropicali e la pesca.